# The Hack
The Hack (букв. «Взлом») — предстоящий британский остросюжетный телесериал канала ITVX. Сюжет рассказывает о скандале со взломом телефонных разговоров в компании News International. Главные роли исполнили Дэвид Теннант, Тоби Джонс и Роберт Карлайл, Стив Пембертон, Ив Майлс, Дугрей Скотт и Эдриан Лестер.
Премьера запланирована на 2025 год.

## Сюжет
Действие сериала разворачивается в период с 2002 по 2012 год. Сюжет сосредоточен на двух историях, основанных на реальных событиях: работе Ника Дэвиса, журналиста, который обнаружил доказательства взлома телефонных разговоров в газете News of the World, ныне не существующей британской газете, принадлежащей Руперту Мёрдоку, а также расследование убийства Дэниела Моргана, частного детектива.

## В ролях
- Дэвид Теннант — Ник Дэвис
- Тоби Джонс — Алан Расбриджер
- Роберт Карлайл — старший инспектор Дэйв Кук
- Кара Теоболд — Амелия Хилл
- Роуз Лесли
- Дугрей Скотт
- Ив Майлз
- Эдриан Лестер
- Кэтрин Келли
- Кевин Дойл
- Нил Маскелл
- Лара Пулвер
- Ли Инглби
- Пип Торренс
- Лиза Макгриллис
- Шон Пертви
- Роберт Батерст
- Ричард Пеппл
- Надя Альбина
- Фил Дэвис
- Эйс Бхатти
- Чарли Брукс
- Стив Пембертон

## Производство
Сериал состоит из семи эпизодов, был снят по заказу канала ITVX и австралийского стримингового сервиса Stan. Авторами сценария стали Джек Торн и Аннализа Диннелла, режиссёром — Льюис Арнольд. Сериал производится ITV Studios совместно с AC Chapter One и One Shoe Films. Исполнительными продюсерами стали Патрик Спенс и Джек Торн, а также Джо Уильямс от ITV Studios, Льюис Арнольд и Дэвид Теннант.
Сериал снимался под рабочем названии «Мандрагора», съёмки прошли в Хемел Хемпстеде, Мусвелл Хилле и Килберне, Лондон, в феврале и марте 2024 года.
В актёрский состав вошли Дэвид Теннант, Тоби Джонс, Роберт Карлайл, Кара Теоболд, Роуз Лесли, Стив Пембертон, Ив Майлз, Дугрей Скотт, Лиза МакГриллис, Кэтрин Келли, Кевин Дойл, Нил Маскелл, Лара Пулвер, Ли Инглби, Пип Торренс и Адриан Лестер.[1]
В январе 2025 года появилась информация, что премьера состоится в 2025 году на ITV и STV.